# 贝里欧巴克
贝里欧巴克（法語：Berry-au-Bac，法語發音：[bɛʁij‿o bak]），法国北部市镇，位于上法兰西大区埃纳省，隶属于拉昂区，其市镇面积为8.1平方公里，2022年1月1日时人口数量为720人，在法国城市中排名第13,447位。
贝里欧巴克位于埃纳省东南部，埃纳河畔，其南侧与马恩省接壤，是一个区域性的中心城市，埃纳－马恩运河自贝里欧巴克向南延伸，另有两条干线公路在此交汇。

## 地名来源
贝里欧巴克最初以拉丁语“Bairiacum”的形式被记载，该名称的含义及来源尚有待考证。在贝里欧巴克市镇建立之初，当地的官方名称拼写曾一度为“Berry-au-Bacq”。

## 历史

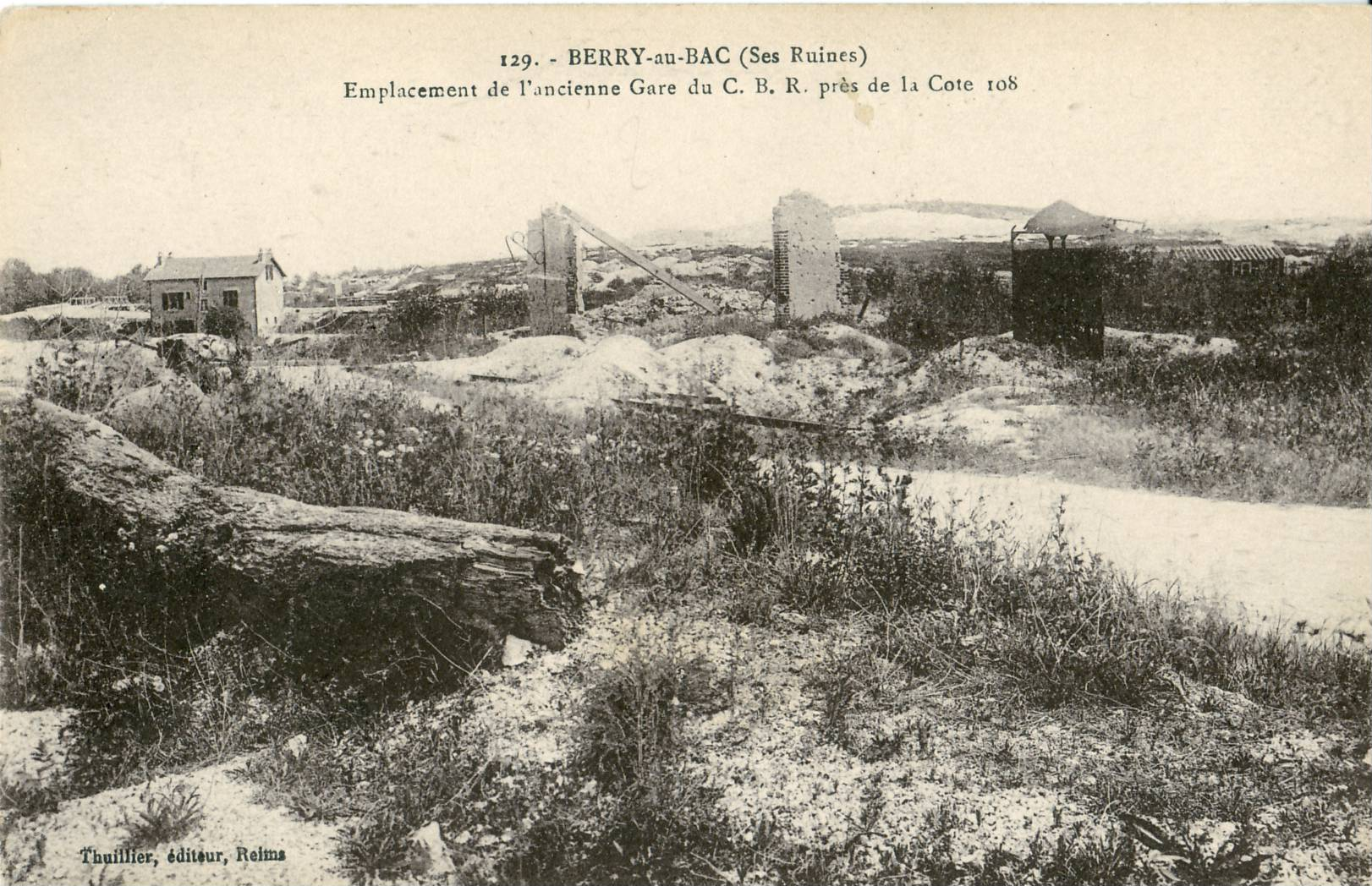
一战期间被严重破坏的贝里欧巴克

公元前57年，雷米人与法兰克人在贝里欧巴克附近发生阿松娜战役。中世纪时，贝里欧巴克在鲁西伯爵的一份手记中被提及。英法百年战争期间，贝里欧巴克附近被勃艮第军队占领，拉海尔与1439年率军在此与勃艮第军队发生交战，当地的一处城堡被烧毁。中世纪中后期，贝里欧巴克为香槟行省的一部分。法国大革命后，贝里欧巴克成为埃纳省的一个市镇。1814年，沙俄军队曾在此发动贝里欧巴克战役但未能成功。1910年，埃纳河贝里欧巴克段曾发生洪涝灾害，当地多处街道被淹没。第一次世界大战期间，贝里欧巴克所处的马恩河-索姆河地区受到严重影响。1915年，贝里欧巴克附近发生矿战，造成超过2,000人遇难。1917年4月，法国将领羅貝爾·尼維爾在埃纳河流域发动尼維爾攻勢，贝里欧巴克是主要战场之一，当地城市损毁严重。战后，贝里欧巴克建成了烈士纪念碑及陵园。第二次世界大战初期，贝里欧巴克再次遭到破坏。

## 地理

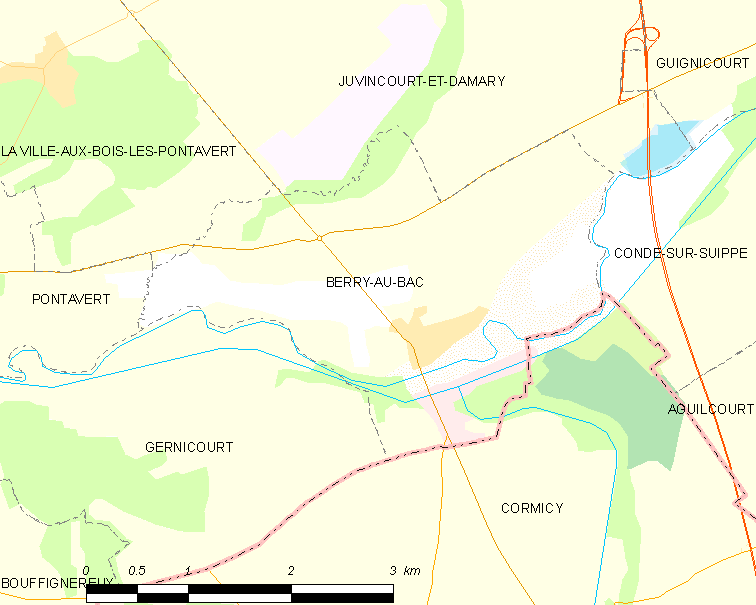
贝里欧巴克市镇范围地图

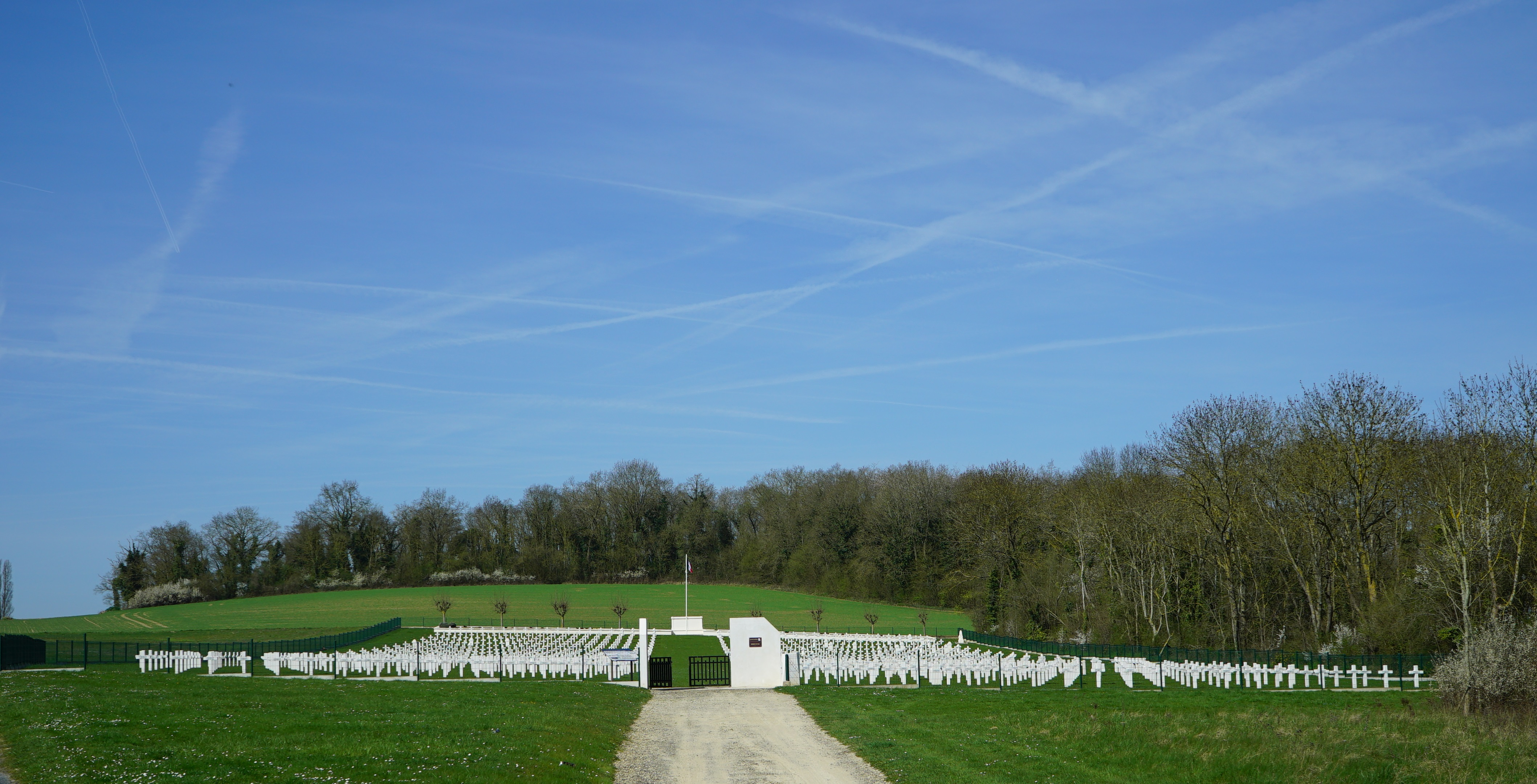
国家陵园及附近的自然景观

贝里欧巴克位于法国北部偏东，上法兰西大区东南部和埃纳省东南部，距离省会拉昂大约32公里。与贝里欧巴克接壤的市镇包括：拉维尔欧布瓦-莱蓬塔韦尔、瑞万库尔和达马里、蓬塔韦尔、科尔米西和叙普河畔孔代。

### 地形
贝里欧巴克位于香槟平原西部腹地，境内以平原为主，市镇中心地势较为平坦，北侧略有起伏，全境海拔在50到91米之间。

### 水文
贝里欧巴克位于塞纳河流域范围内，埃纳河自东向西流经镇中心南部，埃纳－马恩运河由此向南连接马恩河流域。

### 植被
贝里欧巴克属于温带阔叶混交林区，林地广泛分布于河流及水域附近。
在鲜花城市的评比中，贝里欧巴克暂未被评级。

### 气候
贝里欧巴克在柯本气候分类法中属于带有大陆性特征的温带海洋性气候。

## 行政区划
贝里欧巴克的市镇编号为02073，邮政编号为02190。
在行政管理方面，贝里欧巴克隶属于法国上法兰西大区埃纳省拉昂区；在地方选举方面，贝里欧巴克隶属于埃纳河畔新城县，其市镇范围全境被划入埃纳省第一选区；在社会管理方面，贝里欧巴克是皮卡第香槟市镇公共社区的组成部分。
截至2023年4月，贝里欧巴克市镇范围内暂无任何城市敏感街区及城市政策优先街区。
法国国家统计与经济研究所（简称）在进行数据统计时，未将贝里欧巴克划入任何城市核心区（Unité urbaine），并将包括贝里欧巴克在内的周边共228个市镇划为兰斯城市区。自2020年起，兰斯城市区被包含294个市镇的兰斯城市辐射区代替。此外，还将贝里欧巴克市镇整体看作一个“块区”（IRIS），以便于统计人口分布情况。

## 交通

### 公路
埃纳省省道D925线和D1044线在贝里欧巴克境内十字交汇，上法兰西大区下属的城际客运提供校车巴士线路，可前往周边部分市镇。
2019年，86.6%的贝里欧巴克家庭拥有至少一辆私人汽车。2018年，贝里欧巴克境内共发生各类交通事故1起，造成2人受伤，其中1人重伤。
| 14 | 4 |

| 拉昂 | 32 |

| 兰斯 | 19 |

| 苏瓦松 | 46 |

### 铁路
距离贝里欧巴克最近的运营中的客运铁路车站为7公里外的吉尼库尔站，该站停靠往返于兰斯和拉昂一线的区域列车。

### 航空
距离贝里欧巴克最近的民用航空站为95公里外的巴黎-瓦特里机场。

### 城市公共交通
截至2023年4月，贝里欧巴克暂无城市公共交通系统。

## 政治

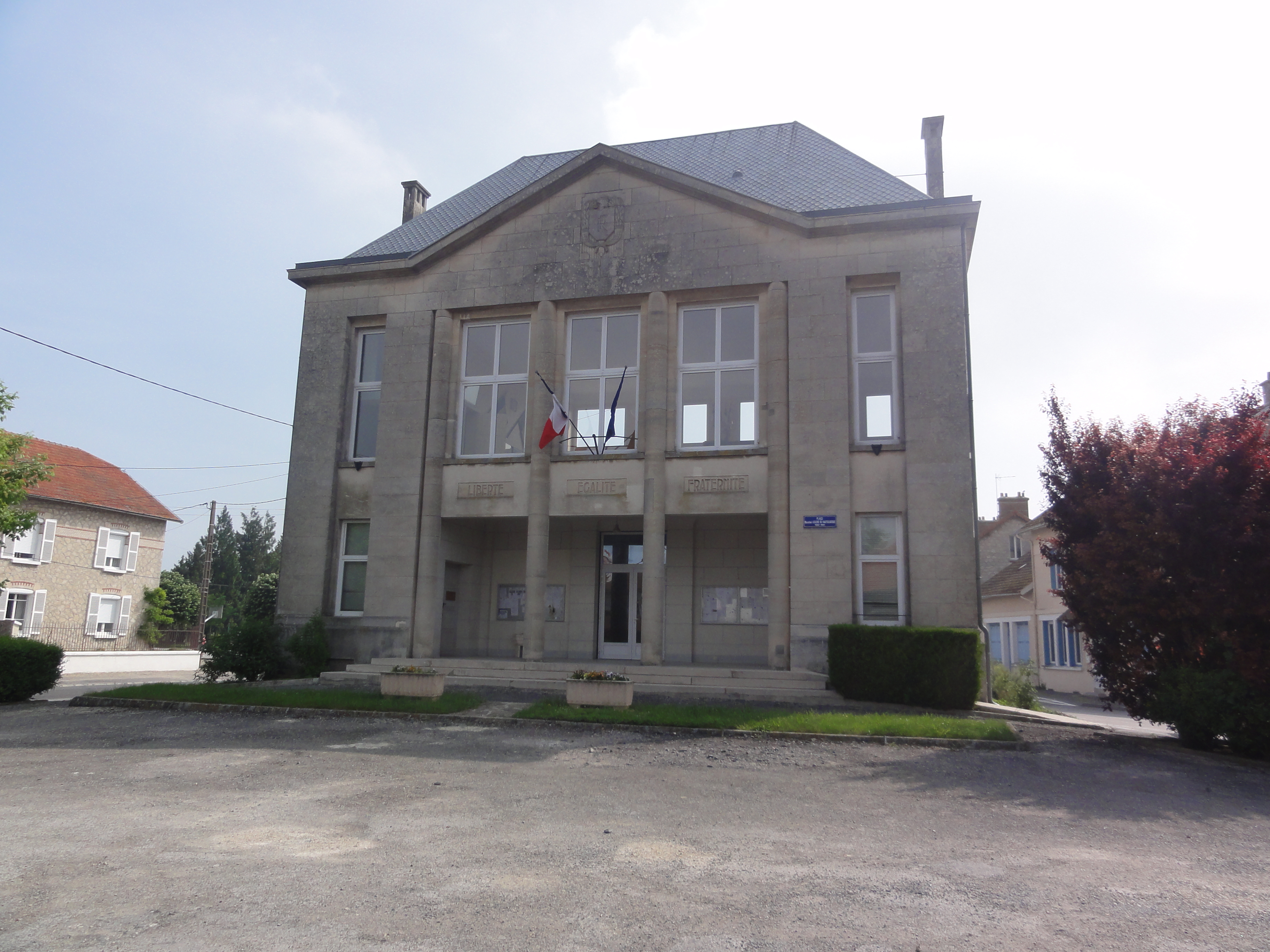
贝里欧巴克市政厅

贝里欧巴克的现任市长为玛丽-克里斯蒂娜·阿利埃女士（Marie-Christine HALLIER），她是一名左翼无党派人士，在2020年的市政选举中获得了100%的支持率（无其他候选人）。
在2022年的法国总统大选中，法国极右翼政党国民阵线主席玛丽娜·勒庞在贝里欧巴克获得了68.2%的支持率。

## 人口
2019年，贝里欧巴克市镇人口数量为670，在法国排名第13,447位。其中男性351人，女性319人，75岁及以上人口占5.2%，外籍人口数量为58人，人口密度为83人/平方公里，当地居民被称为（男性）或（女性）。2020年，贝里欧巴克境内出生12人，死亡人口3人。
| 贝里欧巴克1901年－2020年人口变化情况 |
|                                      |
| 数据来源：Cassini、INSEE             |

## 经济
截止2023年4月，贝里欧巴克市镇范围内共有各类用人单位（包含自雇）54家。

## 财政与居民收入
2021年，贝里欧巴克的财政收入总额为396,710欧元，财政支出总额为438,760欧元，当年的债务总额为860,680欧元。2021年，贝里欧巴克市镇通过增值税获得16,830欧元的收入，此外当地还共获得了30,880欧元的国家直接财政补助。
2020年，贝里欧巴克的人均月收入总额为1,784欧元，低于法国平均水平（4,230欧元）。
2019年，贝里欧巴克境内的青壮年（15至64岁）失业率为12.7%；当地40.3%的家庭拥有纳税资格，平均纳税1,777欧元，低于法国平均水平（3,910欧元）。

## 社会事务

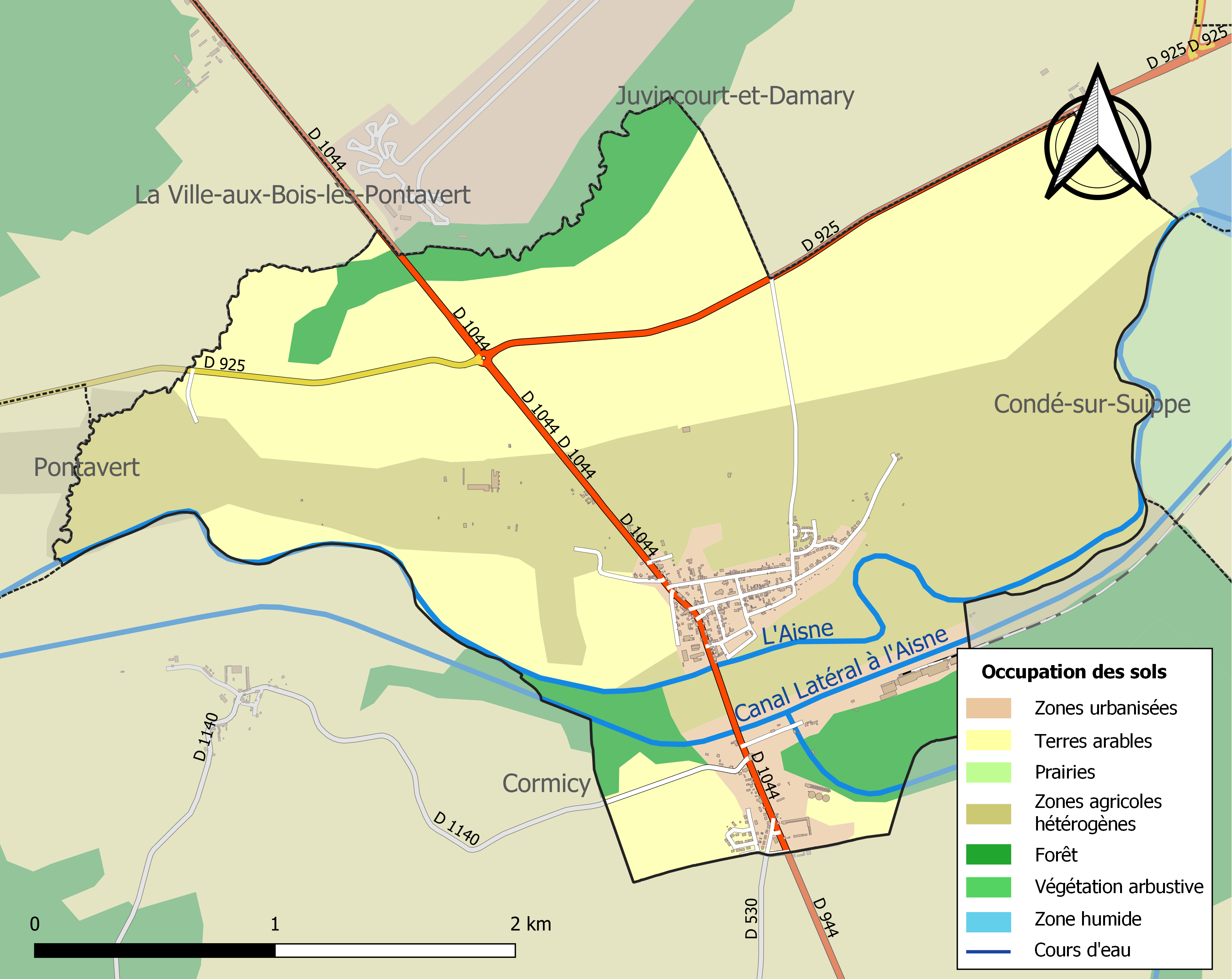
贝里欧巴克土地利用情况地图

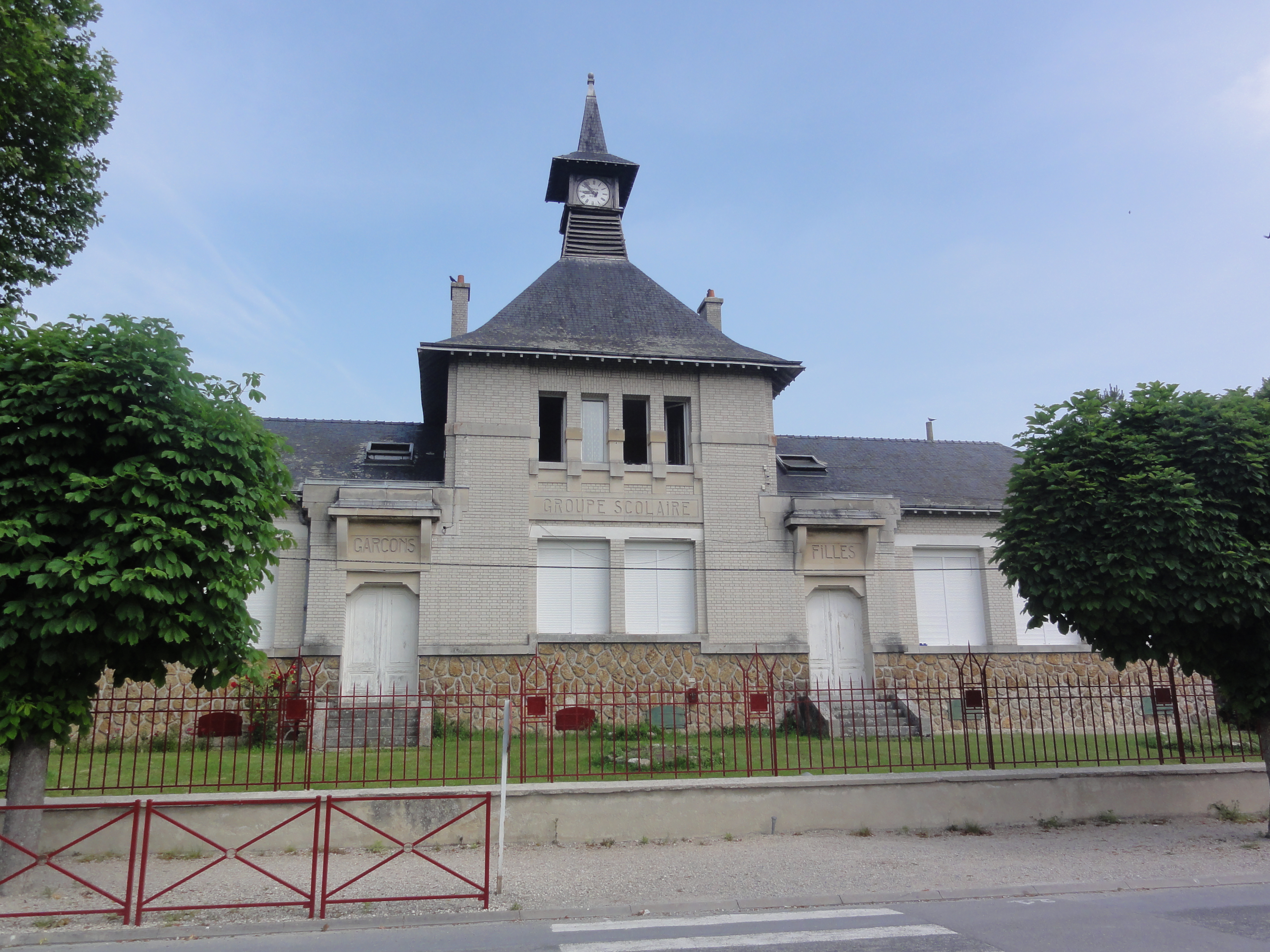
贝里欧巴克的一所学校

### 教育
贝里欧巴克属于亚眠学区。截止2021年1月1日，贝里欧巴克境内共有1所小学。

### 医疗
截止2021年1月1日，贝里欧巴克境内暂无任何医疗机构及从业人员。
距离贝里欧巴克最近的区域性医疗机构为兰斯大学中心医院），其主病区罗贝尔·德布雷医院（Hôpital Robert Debré）位于兰斯市区南部，距离贝里欧巴克市区的正常车程在半小时以内，该院设有床位575个，是当地规模最大的公立综合性医院。

### 住房
2019年，贝里欧巴克境内共有各类住房276套，其中92.8%为独立式居民区，6.5%为集中式居民区。常住房屋占贝里欧巴克市镇范围内居民建筑总量的90.6%。
在住房保障政策方面，2021年，贝里欧巴克境内共有24户家庭获得了住房经济补助，受益人数占总人口数量的3.6%，其中19份为房租补助。

### 商业
2021年，贝里欧巴克境内共有各类实体商铺4家，其中餐厅1家、面包房1家、汽车维修店1家。

### 体育
2021年，贝里欧巴克境内共有1处足球场。
截至2023年4月，贝里欧巴克境内暂无任何注册足球俱乐部。

### 环境
贝里欧巴克的环境事务由其所属的皮卡第香槟市镇公共社区联合各级政府协调负责。2021年，贝里欧巴克境内暂无污染企业。

### 治安
贝里欧巴克及其附近的共234个市镇是拉昂国家宪兵队（zone gendarmerie de Laon）的管辖范围。2020年，该宪兵队累计记录各类案件3,612起，其中盗窃类案件1,970起，经济类案件420起，毒品交易类案件104起。

## 文化

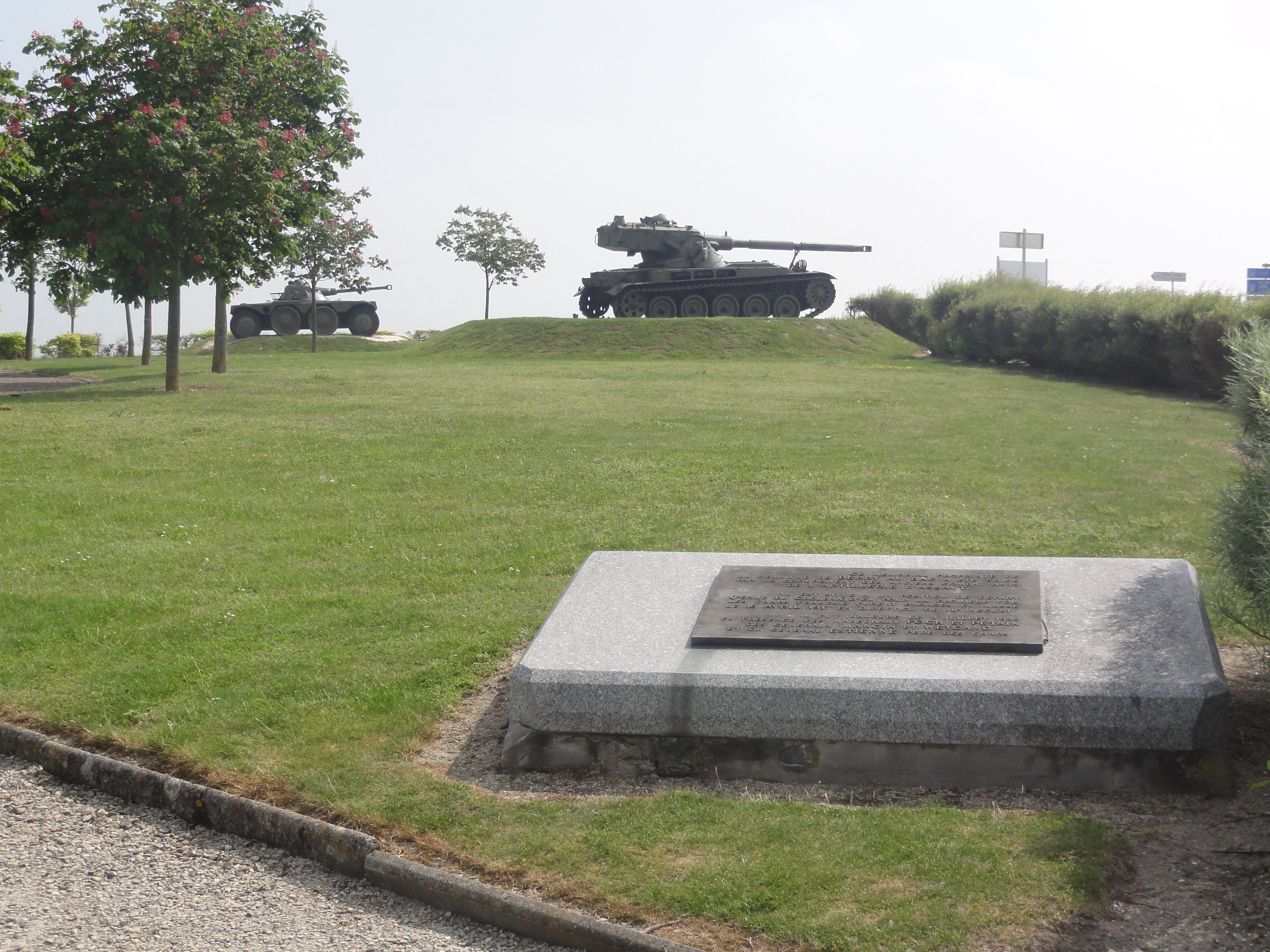
坦克境内馆

2021年，贝里欧巴克境内暂无任何文化设施。

### 建筑
贝里欧巴克境内有多处历史建筑，其中坦克纪念馆、贝里欧巴克国家陵园等为法国国家文物保护单位，圣伊莱尔教堂是当地的地标性建筑物。

### 旅游
贝里欧巴克的旅游事务由其所属的皮卡第香槟市镇公共社区负责。2022年，贝里欧巴克境内暂无任何游客接待设施。

### 媒体
法国主要的媒体均可在贝里欧巴克接收，法国电视三台下属的上法兰西大区频道在部分时段播出贝里欧巴克所在埃纳省的地方新闻。蓝色法兰西皮卡第广播、香槟广播、《新埃纳报》等是当地主要的地方性媒体。

## 友好城市
截至2023年4月，贝里欧巴克暂未建立任何友好城市关系。